# Teoría de la culpabilidad
En Derecho penal, la culpabilidad es un elemento del delito, esto es, una condictio sine qua non del mismo, fundada más que en razones éticas o utilitaristas, en la estructura lógica de la prohibición. El concepto de culpabilidad hoy utilizado fue desarrollado por la doctrina europea hacia finales del siglo XIX.
Por lo tanto, en el derecho penal se asigna al concepto de culpabilidad una triple significación:
- Culpabilidad es una categoría de la teoría del delito que nos permite reprochar la conducta de la persona que cometió un delito y por lo tanto atribuirle esa conducta y hacerle responsable de ese hecho.

Para ello se exige la presencia de una serie de elementos (capacidad de culpabilidad, conocimiento de la antijuricidad, exigibilidad de la conducta) que constituyen los elementos positivos específicos del concepto dogmático de culpabilidad.
- Culpabilidad vinculado al aspecto biológico y psicológico. Es decir, para que una persona sea considerada culpable debe ser mayor de 18 años y debe tener la capacidad de comprensión de la realidad, por tanto, si una persona tiene enfermedades mentales o es un ebrio consuetudinario o tiene problemas de drogadicción será considerado inimputable (es la capacidad de compresión ni los menores de edad ni los interdictos tienen la responsabilidad   penalmente), incapaz para responder una acción u omisión que constituye delito o falta, por lo tanto, se convierten en elementos atenuantes o eximentes del hecho.

- Culpabilidad como base de aplicación para la imposición de la pena. Es decir, está vinculado y entendido como presupuesto para imponer la pena, en este caso se trata de determinar el cómo de la pena, su gravedad, su duración. Se asigna a la culpabilidad una función sobre todo limitadora que impida que la pena sea impuesta por debajo o por encima de unos límites que vienen impuestos por la idea misma de la culpabilidad.